# Pero aurunca
Pero aurunca är en fjärilsart som beskrevs av Druce 1892. Pero aurunca ingår i släktet Pero och familjen mätare. Inga underarter finns listade i Catalogue of Life.